# The Awful Truth (programma televisivo)
The Awful Truth (La terribile verità) è uno show televisivo satirico ideato, scritto e presentato da Michael Moore, finanziato dal canale televisivo britannico Channel 4, andato in onda per due stagioni (per 24 puntate complessive) dal 1999 al 2000.
Negli Stati Uniti è stato trasmesso dal canale via cavo Bravo, la prima stagione dall'11 aprile al 27 giugno 1999, la seconda dal 17 maggio al 5 luglio 2000. In Italia è andato in onda sul canale satellitare Jimmy dal 1° aprile 2004.
Ogni puntata, della durata di circa mezz'ora, è composta da due servizi principali su tematiche sociali, politiche ed economiche, trattate da Moore anche nei suoi libri e documentari (l'avidità delle multinazionali, lo sfruttamento dei lavoratori, il pensiero classista e razzista di alcuni strati della società americana) presentati dallo stesso regista, nella prima stagione dall'Herman Union Auditorium dell'Illinois Institute of Technology di Chicago (ironicamente collocato «da qualche parte nella PDRTV», ossia nella «People Democratic Republic of TeleVision») con un pubblico dal vivo, nella seconda stagione da Times Square a New York, fra i passanti.
In merito al supporto economico del canale televisivo britannico Channel 4, indispensabile per poter produrre il programma, Moore si è così espresso: «Amo l'ironia della cosa: sono dovuto uscire dall'America per trovare i soldi necessari a fare un programma sull'America.»

## Prima stagione
La prima stagione dello show è caratterizzata da una sigla di apertura particolare e da paradossali sondaggi, le awful truth.

### Sigla di apertura
Una voce fuori campo apre lo show con la seguente introduzione:
(Sigla introduttiva della prima stagione.)
La frase dopo «five men controlled the world's media» cambia in ogni puntata. Alcuni esempi:
- «but only one of them was the antichrist» (ma solo uno di loro era l'Anticristo),
- «and not one of them asked for my permission» (e nessuno di loro ha chiesto il mio permesso),
- «and they all have that certain je ne sais quoi» (e tutti loro hanno quel certo non so che),
- «and not one of them could fix his own toilet» (e nessuno di loro potrebbe riparare il proprio gabinetto),
- «and they all prefer plastic to paper» (e tutti loro preferiscono la plastica alla carta),
- «and not one of them could dunk» (e nessuno di loro potrebbe schiacciare a canestro),
- «and not one of them had a vagina» (e nessuno di loro aveva una vagina),
- «and each one knew secretely he would burned in hell» (e ognuno di loro sapeva che sarebbe bruciato all'inferno).

### Leawful truths
A metà di ogni puntata vengono presentati i risultati di surreali sondaggi di costume realizzati dalla società specializzata Widgery and Associates, denominati awful truths:
- Il 46% dei proprietari di armi non ama l'iniezione letale perché odia la violenza (46% of all gun owners would not choose lethal injection as a form of execution because they "hate getting shots").
- Il 44% dei fan di Ally McBeal crede che i film britannici sarebbero migliori "se ci fossero più esplosioni" (44% of Ally McBeal fans believe that British movies would be better "if there were more explosions").
- Il 51% dei repubblicani crede che prendere una medicina di giorno invece che di notte renda più divertente il lavoro (51% of all Republicans believe that taking nighttime medicine during the day makes their job a lot more enjoyable).
- Il 46% degli azionisti esplorerebbe la propria "parte oscura" se ne avesse il tempo (46% of people who own stock would explore their dark side more fully "if they only had the time").
- Il 37% dei bevitori di birra credono che Dio salverà la Regina (37% of all American beer drinkers believe God will save the Queen).
- Il 45% degli americani crede che il 2000 sarebbe arrivato prima se fosse stato gestito dall'impresa privata e non dallo stato (45% of all Americans believe that the millennium would have come faster "if it had been handled by private enterprise and not by the government").
- Il 54% degli americani pensa che la droga non sarà mai legalizzata perché in tal caso "anche i poliziotti dovrebbero pagare per averla". (54% of the American public believes drugs will never be legalized because then "the cops would have to buy their own").
- Il 26% degli intervistati crede che le assicurazioni sanitarie abbiano a cuore il loro benessere e quando si rifiutano di pagare per le cure lo facciano per il loro bene (26% of the people we polled believe their current health care provider is deeply concerned with their well-being and, when it refuses coverage, "it's really just tough love").
- Il 25% degli americani è convinto che non tutti i serial killer siano cattivi. Ce ne sono solo un paio che diffamano la categoria (25% of the American public believes that not all serial killers are bad -- "it's just takes one or two bad ones to give the others a bad name").
- Il 38% dei repubblicani sperano che il cuore di Céline Dion si fermi quando lei si batte il petto. Il 28% dei democratici sono d'accordo (38% of all Republicans hope that Celine Dion "will stop her heart when she pounds her chest". 28% of all Democratics agree).
- Il 22% degli americani approverebbe un eventuale attacco militare nei confronti della Svezia, ma solo se l'attuale embargo non dovesse funzionare (22% of all Americans would favor limited military attacks against Sweden, but "only if the current embargo isn't working).
- Il 36% dei diplomati crede che i ladri di bambini sarebbero "più rispettati" se fossero chiamati "specialisti nella ricollocazione di bambini" (36% of all college graduates believe kidnappers would be "better respected" if they were called "child relocation specialists").

## Principali servizi

### I see Lucy (Io vedo Lucy)
Protagonista del servizio è Lucianne Goldberg, la donna che, convincendo Linda Tripp a registrare le conversazioni telefoniche con Monica Lewinsky, ha di fatto aperto la strada per il Sexgate ed il successivo impeachment di Bill Clinton. Moore ha piazzato una webcam nel palazzo di fronte all'appartamento newyorkese della Goldberg, visibile da tutti all'indirizzo internet www.iseelucy.com (sito ora disattivato). Successivamente ha telefonato in diretta alla Goldberg per chiederle se continuasse anche adesso ad approvare le intrusioni nella vita privata altrui.

### Corporate Cops (Poliziotti per le Multinazionali)
Basandosi su Cops, format televisivo americano di real TV basato sulle riprese di operazioni di polizia, Moore inventa i Corporate Cops (“Poliziotti per le Multinazionali”), con l'intento di mostrare i crimini commessi dai dirigenti delle industrie o, per usare le parole dello stesso Moore, di coloro che “non colpiscono per strada ma nei consigli di amministrazione, non usano una pistola ma una penna, eppure i proventi dei loro crimini superano quelli di tutte le rapine in appartamento in America”. Moore si appostò all'esterno della sede della C.R. Bard, azienda produttrice di strumenti medici del New Jersey, riconosciuta colpevole nel 1993 di 391 episodi di frode, associazione a delinquere, e dell'uso di cateteri cardiaci difettosi, causando la morte di almeno due persone. Nel 1996 tre dirigenti furono condannati ad un periodo di detenzione, ma questi a tutto il 2000 non avevano scontato neanche un giorno di carcere, visto il prolungamento degli appelli, condannando comunque la C.R. Bard a pagare una multa di 61 milioni di dollari. Moore andò in giro per la cittadina in cui si trova la sede della multinazionale chiedendo ad autorità giudiziarie, forze di polizia e gente comune se fossero consapevoli di vivere a stretto contatto con dei criminali. Infine andò all'interno della sede a parlare con alcuni dirigenti, offrendo loro un braccialetto elettronico, del tipo di quelli dati ai detenuti in libertà vigilata, da consegnare ai tre dirigenti condannati della compagnia. L'idea dei Corporate Cops è stata poi ripresa dallo stesso Moore nel suo documentario (premio Oscar 2003) Bowling for Columbine.

### Crackers vs. Mickey Mouse
Il servizio è incentrato sulla politica aziendale della Disney Corporation, e si focalizza su tre punti: l'appalto per la produzione di gadget a ditte cinesi che impongono ai lavoratori turni di 15 ore al giorno per 19 cent all'ora; la situazione contrattuale dei dipendenti della ABC, network di proprietà della Disney, all'epoca dei fatti senza contratto da un anno e mezzo; le condizioni dei lavoratori del parco Disneyworld di Orlando, sottopagati e costretti a lavorare dentro pesanti costumi dentro ai quali si producono alte temperature, costumi che a volte pare non vengano neanche lavati.
Moore affida la “missione” al pupazzo Crackers, “Il pollo contro i crimini delle multinazionali”. Crackers si reca al parco Disneyworld in Florida, nell'intento di parlare con Topolino. Inizialmente la sua presenza non suscita reazioni nella security del parco, ed anzi viene scambiato per uno dei personaggi della Disney (viene anche mostrata una scena in cui una bambina gli chiede un autografo); dopo qualche minuto però, i responsabili della sicurezza lo individuano e lo espellono dal parco, bandendo l'attore dentro al costume di Crackers da tutte le proprietà della Disney Corporation.

### The choice (La Scelta)

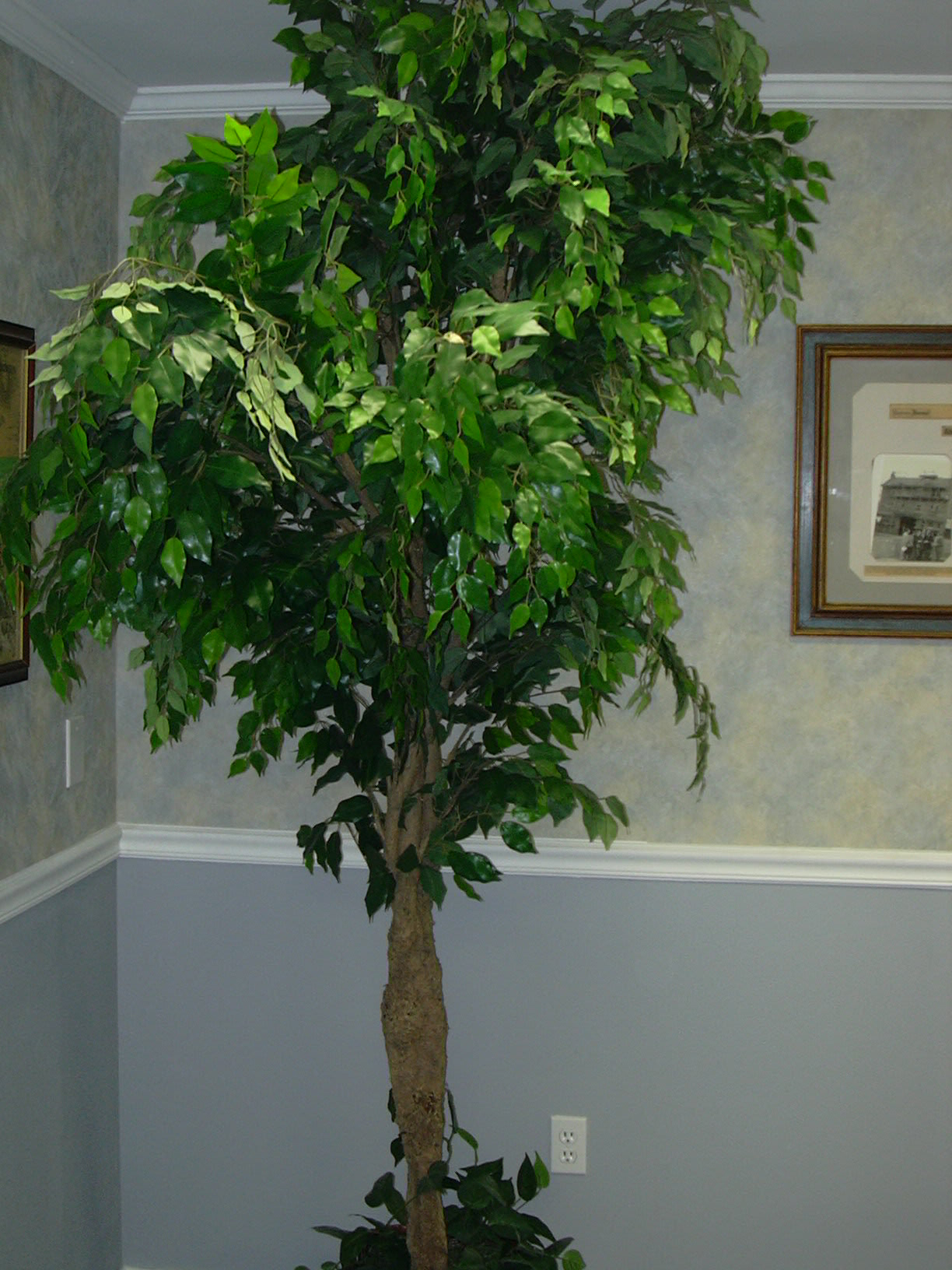
Una pianta di Ficus Beniamino

Questo mini documentario ha suscitato grande ilarità ma anche stimolato grandi dibattiti negli Stati Uniti. Moore constata che in molti collegi elettorali americani ci sono candidati che concorrono senza avversario, avendo così la matematica certezza dell'elezione. Decide così di presentare un candidato che possa battersi contro uno di loro. Con la sua redazione decide di presentare il candidato nell'undicesimo collegio elettorale del New Jersey, nel quale l'unico a concorrere è il repubblicano Rodney Frelinghuysen; si occupa così della raccolta delle 200 firme necessarie per presentare la candidatura. Ma una volta consegnata la petizione con le firme nell'ufficio elettorale, si scopre che il candidato è una pianta di Ficus benjamina, chiamato semplicemente Ficus. La campagna elettorale si basa su slogan come “Rodney Frelinghuysen non ha mai prodotto ossigeno” o “Nessun candidato eletto svolge la fotosintesi”.
La trovata, inizialmente considerata una goliardata, prende però piede: un sondaggio sulle intenzioni di voto pone il ficus addirittura davanti al suo avversario; molti esponenti politici, inoltre, sostengono pubblicamente l'iniziativa.

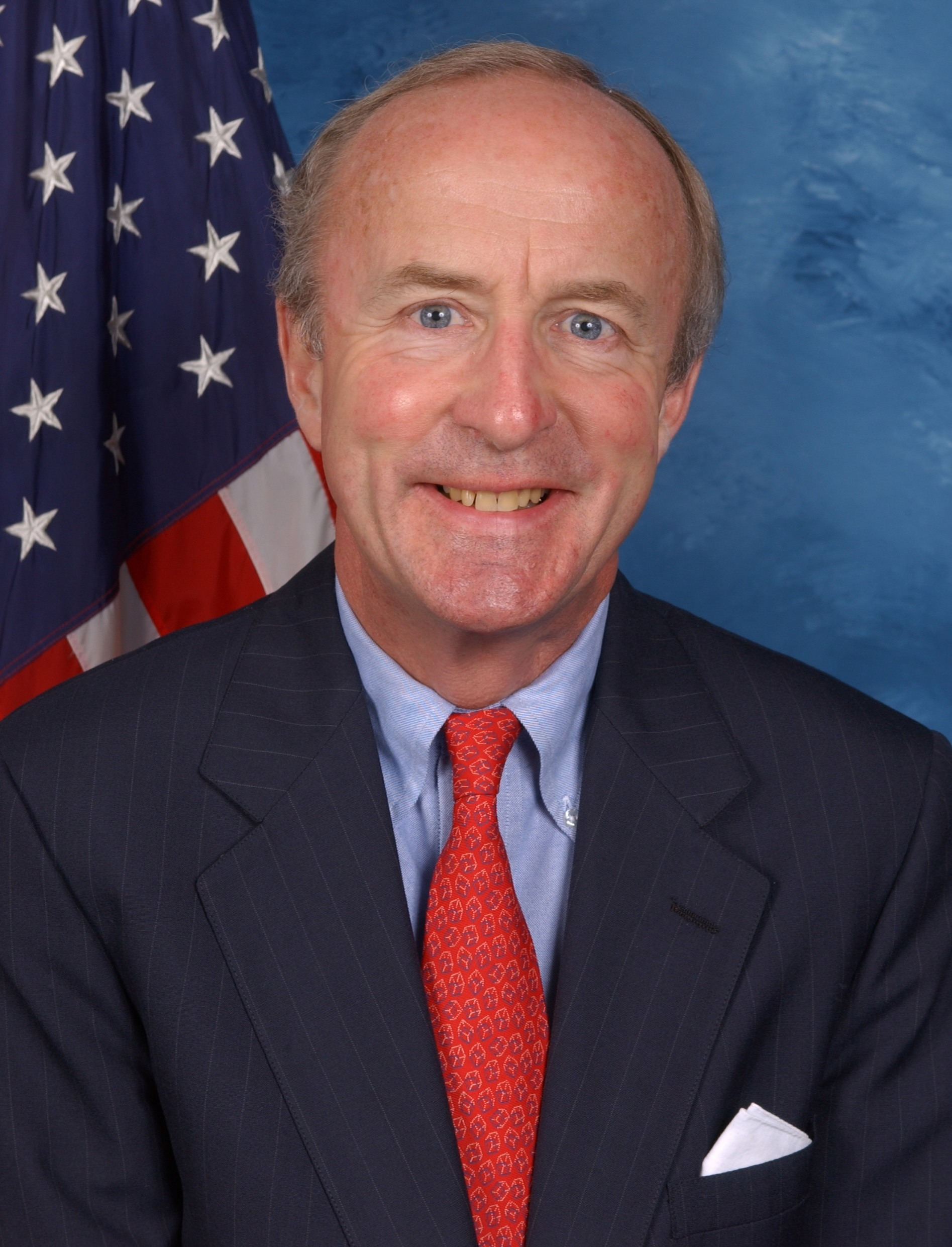
Il deputato americano Rodney Frelinghuysen

Ma c'è un aspetto, indipendente dal lavoro di Moore e del suo staff, che rende il tutto ancor più interessante per l'opinione pubblica e per i media: il proselitismo. La notizia della candidatura del ficus spinge svariate persone, in maniera assolutamente indipendente da Moore, a candidare degli altri ficus nei loro collegi elettorali: alla fine ci saranno 21 ficus candidati al congresso per le elezioni del 2000.
Come è facilmente intuibile Ficus non venne eletto. Le schede che riportavano il suo nome vennero considerate nulle, ma un dato ufficioso relativo unicamente alla città di Victory Gardens assegna 10 voti a Frelinghuysen e 40 voti a Ficus. Sono stati inutili, in seguito, i tentativi di Moore di ottenere lo scrutinio dei voti attribuiti a Ficus che, secondo un exit poll, dovrebbero essere stati tra un minimo di 68 ed un massimo di 150.